# Valkeajärvi (sjö i Finland, Mellersta Finland, lat 62,02, long 24,97)
Valkeajärvi är en sjö i Finland. Den ligger i kommunen Jämsä i landskapet Mellersta Finland, i den södra delen av landet, 210 km norr om huvudstaden Helsingfors. Valkeajärvi ligger 105,4 meter över havet. Arean är 2,01 kvadratkilometer och strandlinjen är 13,54 kilometer lång. Sjön  ingår i Kymmene älvs huvudavrinningsområde.   I omgivningarna runt Valkeajärvi växer i huvudsak barrskog.
I övrigt finns följande i Valkeajärvi:
- Puumalansaari (en ö)
- Paavonluoto (en ö)
- Myllysaari (en ö)